# Galatia (Kansas)
Galatia – miasto położone w hrabstwie Barton.